# كوينتوس كورتيوس روفوس
كوينتوس كورتيوس روفوس (باللاتينية: Quintus Curtius Rufus) هو مؤرخ وكاتب روماني عاش في القرن الأول الميلادي، أشتهر بمؤلفه Historiae Alexandri Magni تاريخ إسكندر الأكبر وألذي يتكلم عن سيرة حياة إسكندر الأكبر وقد أعتبر مؤلفه مرجع عن حياته في القرون اللاحقة.

## روابط خارجية
- كوينتوس كورتيوس روفوس على موقع الموسوعة البريطانية (الإنجليزية)